# Droga wojewódzka 606
Die Droga wojewódzka 606 (DW606) ist eine zwei Kilometer lange Droga wojewódzka (Woiwodschaftsstraße) in der Woiwodschaft Pommern in Polen. Die Strecke im Powiat Kwidzyński verbindet die zwei weitere Woiwodschaftsstraßen.
Die Straße zweigt im Ort Benowo (Bönhof) von der Woiwodschaftsstraße DW602 ab. Sie verläuft in annähernd westlicher Richtung zum östlichen Ufer der Weichsel, wo die von Norden nach Süden führende Woiwodschaftsstraße DW605 erreicht wird. Etwa 500 Meter vorher quert die Straße die Liwa (Liebe), die die Nogat speist.

## Streckenverlauf
Woiwodschaft Pommern, Powiat Kwidzyński
-  Ryjewo (DW607)
-  Brücke über die Liwa
-  westlich Benowo (DW605)
-  Ryjewo